# Xanthoparmelia hondensis
Xanthoparmelia hondensis är en lavart som beskrevs av Elix & U. Becker. Xanthoparmelia hondensis ingår i släktet Xanthoparmelia och familjen Parmeliaceae.   Inga underarter finns listade i Catalogue of Life.